# Anne-Maartje Lemereis
Anne-Maartje Lemereis (Amersfoort, 12 april 1989) is een Nederlandse componist, pianist en docent.
Na haar eindexamen aan de Stichtse Vrije School in Zeist ging zij naar het Utrechts Conservatorium en studeerde daar klassiek piano en compositie. 
Sinds 1 januari 2024 is zij Componist der Nederlanden.

## Trivia
In de zomer van 2024 deed ze mee aan De Slimste Mens. Ze haalde de finaleweek en eindigde als zesde.